# 大家來寫村史
《大家來寫村史》，是彰化縣文化局所推動的計畫。目的是為彰化縣588個村里能有自己一本記錄歷史的書，邀集了專家學者成立編撰委員會，並開放給民眾提出自己的村史寫作。

## 作品
| | |
| - 大家來寫村史：總論 - 二八仔風華 光化村史 - 二水長流 裕民情懷 - 土人厝歷史風情 - 大丘園:家族樂園 - 文化古堡：戀戀北斗街風情 - 大家來寫村史：民眾參與式社區史操作手冊 - 小西行腳.街巷尋寶：彰化市小西特色街巷 - 牛稠仔的歷史 - 北斗中圳仔 - 甘甜井水井甜甘：彰化和美甘仔井 - 再見泉厝 - 再現百果山風華（上） - 再現百果山風華（下） - 走入員林街仔 - 西門外的下崙仔平 - 東山保 - 走讀永靖街 - 東螺渡口：溪州鄉舊眉村 - 油車穴傳奇 - 穿越南平庄 | - 長沙村的故事 - 員林三塊厝 - 茄冬腳時光 - 疼惜咱竹子腳 - 犁頭厝風華 - 探索泉州寮：百果山的春天 - 許我一間厝、許我一塊埔：鹿港許厝埔十二庄 - 野鳥與花蛤的故鄉：漢寶村的故事 - 鹿港不見天街傳奇 - 番仔崙的鹹酸甜：濁水溪平原的員林故事 - 甦醒中的王功 - 瑚璉草根永靖心 - 萬年火燒庄 - 經口之春 - 彰化市小西特色街巷：小西行腳.街巷尋寶 - 福山下的台化街 - 樹包廟傳奇：濁水溪平原的大村故事 - 蘆竹塘街 - 鐵道風情錄：田中中路里的故事 - 大家來寫村史：民眾參與式社區史操作手冊 |